# Geandro
Geandro Augusto de Paula, meglio noto come Geandro (Jacareí, 26 novembre 1987), è un calciatore brasiliano, centrocampista dell'União Rondonópolis.

## Carriera
Ha giocato nella seconda divisione brasiliana.